# جوناثان روثبرج
جوناثان روثبرج (بالإنجليزية: Jonathan Rothberg)‏ (و. 1963 – م) هو أحيائي، وعالم وراثة، وعالم كيمياء حيوية من الولايات المتحدة الأمريكية . وهو عضواً في الأكاديمية الوطنية للهندسة .

## التعليم
تعلم في جامعة كارنيجي ميلون، وجامعة ييل